# NGC 4716
NGC 4716 (другие обозначения — MCG −1-33-21, PGC 43464) — линзообразная галактика (S0) в созвездии Девы. Галактика открыта В. Темпелем в 1882 году.
Этот объект входит в число перечисленных в оригинальной редакции «Нового общего каталога».
В 1981 году в галактике наблюдалась вспышка сверхновой типа Ia, получившей обозначение SN 1981F. Её пиковая видимая звёздная величина составила 15m.
Считается, что галактика составляет физический триплет с соседней спиральной галактикой NGC 4717, от которой её отделяет угловое расстояние 0,76′ к юго-юго-востоку, и с более отдалённой спиральной галактикой PGC 43465 (4,16′ к югу), поскольку их лучевые скорости близки. Триплет является изолированным, он обозначен в каталоге южных галактических триплетов как T46, галактика NGC 4716 имеет обозначение T46A.